# 好的很 (阿姆專輯)
《好的很》（Recovery）是嘻哈歌手阿姆的第七張音樂專輯。該專輯於2010年6月18日發行，來作為《又來了》的延續。阿姆原本想稱這張專輯為《又來了二部曲》，但在最後還是將其改名。